# Cultura da cooperação
Cultura da cooperação é um termo novo e poucas são as citações encontradas tanto na literatura como na internet. O Sebrae de Minas Gerais trabalha com esta terminologia, utilizada pelos pesquisadores e praticantes dos jogos cooperativos.
Para o Sebrae, a cultura da cooperação tem como objetivo facilitar o processo de desenvolvimento de um grupo para que ele alcance a capacidade de agir coletivamente, visando objetivos comuns, baseados nos princípios da cooperação entre os participantes. Definem o conceito desta forma:
| “ | Cultura da cooperação é resultado de um fazer humano pautado no diálogo das diferenças. Um diálogo que se dá numa relação de interdependência visando, invariavelmente, o bem coletivo, onde diferentes atores, em lugares diferentes, em interação, complementando-se, sem se opor ou se mesclar, experimentam o desafio de serem autônomos na ação e interdependentes na missão. | ” |

André Barreto, no capítulo "Cultura da Cooperação: subsídios para uma economia solidária" presente no livro “Uma outra economia é possível” coloca que à Economia Solidária não basta simplesmente a transformação da forma como o processo econômico está organizado, mas principalmente como as pessoas estão organizadas e quais suas concepções mentais sobre sua própria relação com o trabalho, com a sociedade e como se vêem como atores deste processo. Ele coloca a Economia Solidária como um “projeto democrático de implantação de um modo de produção autogestionário” baseado na liberdade humana, na autonomia, e em seres humanos política, econômica e socialmente emancipados. Assim, Barreto considera importante um processo de construção de novos parâmetros culturais que possam sustentar a implantação da Economia Solidária, não somente como uma alternativa econômica, mas como uma nova forma de relacionamentos humanos baseados na cooperação e em conceitos profundamente socialistas. Uma nova sociedade torna-se necessária. Barreto coloca:
| “ | Ao conjunto de elementos que sustentam essas relações sociais cooperativas e socialistas, bem como a elas próprias, dou o nome de Cultura da Cooperação. | ” |

Vemos que a cultura da cooperação está intimamente ligada à cultura de paz, visto uma não viver sem a outra.
Luciano Lannes propõe a seguinte definição no artigo "Construindo uma Cultura de Cooperação", publicado na Revista Jogos Cooperativos, fruto da combinação dos conceitos antropológicos de cultura com as proposições de autores que conceituam cultura organizacional, somados aos conceitos de cooperação:
| “ | Cultura da Cooperação é o conjunto de práticas e ações sociais, alicerçadas em crenças e princípios positivos, aprendidas, praticadas e partilhadas no grupo, onde cada indivíduo sente-se parte de um mesmo todo, co-responsável pelo bem comum. Nela, a consciência da possibilidade da satisfação de necessidades humanas legítimas através do processo cooperativo, estimula o exercício da empatia e da compaixão, proporcionando sentido e segurança ao grupo, estimulando a auto-estima e a confiança mútua. | ” |